# قشة أبيض الرأس
القشة أبيض الرأس (الاسم العلمي: Callithrix geoffroyi)، ويُعرف أيضًا بالقشة ذو خصلات الأذن أو قشة جوفري، هوَ قرد القشة يتوطن في البرازيل. وهوَ واحدٌ من قرود فَصيلة الكلايتريكيدا الأكثر شيوعًا لدى البشر، تُحافظ العديد من حدائق الحيوان على تكاثر هذه الأنواع فيما تعملُ حدائق أخرى علَى استخدام وسائل مثلَ تحديد النسل لهم. موطنه الأصلي في باهيا ، وإسبريتو سانتو ، وميناس جيرايس وقدم إلى سانتا كاتارينا. يُعرف باسم ساغوي sagüi أو ساويم sauim في البرازيل. يتكون نظامها الغذائي من الفواكه والحشرات صمغ الأشجار.